# Standard Twenty
Der Standard Twenty war ein PKW, den die britische Standard Motor Company in Coventry von 1908 bis 1914 und von 1931 bis 1940 baute.
Der Name tauchte zuerst 1908 auf und bezeichnete den Tourenwagen 20 hp, der einen seitengesteuerten Sechszylindermotor besaß und bis 1912 gebaut wurde. 1913/1914 ersetzte ihn ein Wagen mit Vierzylindermotor. 1929 erschien wieder ein 20 hp mit Sechszylindermotor. 1936 wurden diese durch den Flying 20 abgelöst, unter dessen pseudo-stromlinienförmiger Karosserie ein etwas aufgebohrter Sechszylinder steckte. Daneben gab es kurzzeitig eine Ausführung mit kürzerem Fahrgestell unter dem Namen Flying Light 20. 1940 wurde die Fertigung ersatzlos eingestellt.

## 20 hp (1908–1914)
1908 erschien der Tourenwagen 20 hp mit langhubigem Sechszylinder-Reihenmotor mit 4032 cm³ Hubraum (Bohrung × Hub = 89 mm × 108 mm). Diese Auslegung entsprach der des ein Jahr später aufgelegten 16 hp mit vier Zylindern. Das Fahrgestell des Tourenwagens ohne Aufbau wog 965 kg.
1912 erhielt ein Wagen die Bezeichnung 20 hp, dessen Radstand zwar um 8″ (203 mm) länger war, der aber auch um ca. 100 kg leichter war. Sein Motor war noch langhubiger ausgelegt und besaß einen Hubraum von 3620 cm³ (Bohrung × Hub = 80 mm × 120 mm). 
Bereits nach einem Jahr löste ihn 1913 ein Fahrzeug ab, dessen Fahrgestell in zwei Radständen zu haben war – 3073 mm oder 3226 mm. Vollkommen neu war der Reihenvierzylindermotor mit 3326 cm³ Hubraum (Bohrung × Hub = 89 mm × 133 mm). Mit Beginn des Ersten Weltkrieges wurde die Fertigung eingestellt.

## 20 hp (1931–1935)
1931 erschien ein großes Sechszylindermodell unter dem Namen 20 hp. Sein seitengesteuerter Sechszylinder-Reihenmotor besaß einen Hubraum von 2552 cm³, der 55 bhp (40 kW) bei 3000 min−1 leistete. Die Motoren waren immer noch extrem langhubig (Bohrung × Hub = 73 mm × 101,6 mm) ausgelegt. Die klassischen Limousinen mit senkrecht stehendem Kühlergrill und Windschutzscheibe, sowie Steilheck, erreichten eine Höchstgeschwindigkeit von 104 km/h. 1933 kam der wenig veränderte Nachfolger mit um 1″ verkürztem Radstand heraus.
1935 wurde der Hub auf 106 mm vergrößert, was zu einem Hubraum von 2663 cm³ führte. Der neue, immer noch seitengesteuerte Motor leistete 65 bhp (48 kW) bei 3800 min−1 und beschleunigte die Limousine bis auf 108 km/h. Bei dieser nur 1935 hergestellten Ausführung waren Fahrgestelle mit zwei unterschiedlichen Radständen – 2972 mm und 3124 mm – erhältlich.
1936 löste der überarbeitete Flying 20 dieses Modell ab.

## Flying Twenty / Flying Light Twenty (1936–1940)
Der Flying Twenty folgte dem 20 hp nach und besaß die Pseudo-Stromlinie der Standard-Flying-Linie. Sein seitengesteuerter Reihensechszylindermotor mit 2663 cm³ Hubraum und langem Hub (106 mm) wurde vom Vorgänger übernommen. Über ein synchronisiertes Dreiganggetriebe wurde die Motorkraft an die Hinterräder weitergeleitet. Mit 2.946 mm besaß der Wagen einen etwas kleineren Radstand als sein Vorgänger. Unter dem Namen Flying Light Twenty gab es nur 1936 eine weitere Version mit verkürztem Fahrgestell. Die Wagen erreichten mit 122 km/h deutlich höhere Geschwindigkeiten als die weniger schnittigen Vorgänger.
1941 wurden die großen Sechszylinder ersatzlos aus der Modellpalette gestrichen.

## Quelle
- Culshaw, David & Horrobin, Peter: The Complete Catalogue of British Cars 1895–1975, Veloce Publishing plc., Dorchester (1997), ISBN 1-874105-93-6